# Viti-viniculture
La viti-viniculture, ou vitiviniculture, désigne l’ensemble des activités ayant pour but la production du vin. On parle de filière viti-vinicole.
Le terme englobe d'une part la viticulture, qui comprend la gestion de la croissance de la vigne jusqu'à la vendange, et d'autre part la viniculture qui représente l'ensemble des opérations d'élaboration du vin (vinification, élevage, mise en bouteille, commercialisation, etc.),. 

## Filière viti-vinicole

### Périmètre de considération
La filière viti-vinicole est ainsi définie par le regroupement des activités viticoles et vinicoles.
Le produit fini, le vin, est la finalité de la filière. Les unités de productions qui lui sont liées et qui comprennent des échanges de biens et de services en amont.

### Segments d'activités
Le périmètre de la filière est défini à partir d’une liste de codes d’activités de la nomenclature d’activités françaises réparties selon leur degré d’implication dans la filière. Elles permettent ainsi de définir 9 segments d’activités de la filière.
Il existe plusieurs secteurs d'activité, définis par la nomenclature. Ils sont classifiés par leur degré d'implication :
- La part principale de la filière, avec des activités qui lui sont exclusives comme la culture de la vigne et la récolte des raisins (viticulture), ainsi que la transformation (vinification, production de jus de raisin ou de vinaigre, ou distillation).
- En amont, la filière permettant la mise en production des vignes (pépiniéristes, prestataires de services pour la taille des vignes, les travaux en vert, et les vendanges) et les producteurs d’intrants agricoles (produits phytosanitaires, engrais, etc.)
- En parallèle, des industries collaborent avec le cœur de la filière, dans la fourniture de matériel (tonneaux, cuves), machines (tracteurs, enjambeurs, pompes, tireuses, etc.) et équipements viticoles (palissage, etc) et vinicoles (bouchons, capsules, étiquettes et bouteilles, emballages.).
- Le commerce à l'intérieur de la filière (commerce de gros, négociants, courtiers) et la logistique associée (camion-citerne, transporteurs, entreposage).
- En aval, les organismes professionnels, de l'administration, de contrôle, et certificateurs forment la dernière étape de la mise en marché[4]. Ils peuvent également intervenir en amont sous forme de conseil ou de prévention.

La commercialisation au détail (auprès de la population) est selon les cas comprise ou non dans cet aspect, elle concerne la grande distribution (hyper, supermarchés, magasins de détail) les cavistes, restaurants et débits de boissons (circuit « CHR »), la restauration collective, les marchés et foires, la vente par correspondance et le démarchage à domicile, les ventes au sein des entreprises de groupes de connaissances de travail, amicales, et clubs divers.
Les ventes en vrac, la distribution et revente, qui constituent des acteurs supplémentaires avant le public, sont eux forcément inclus.
Certaines activités, comme le nettoyage, la sécurité, la restauration, les activités génériques comme la formation, la coopération, le partage de compétences, ne sont pas considérées non plus étant induites et sans spécificité à la filière

## Étymologie
Le terme vitiviniculture reste aujourd'hui d'un usage peu commun, même si son utilisation est attestée dès 1905 sous la forme viti-viniculture.
Le terme viti-vinicole, apparaît dans les dernières années du XIXe siècle ; il est employé ponctuellement dans la revue bimensuelle Le Progrès Agricole et Viticole, fondée en 1883 par Léon Degrully.